# 淄川州
淄川州，中国明朝设置的州。
洪武九年（1376年）降般阳府置，治所在今山东省淄博市西南淄川镇。辖境相当今山东省高青、淄博及桓台、博兴等部分地。十二年（1379年）省州为淄川县。 